# 克利莫夫斯克
克利莫夫斯克（俄语：Кли́мовск）是俄羅斯莫斯科州的一個城市，位於莫斯科以南約55公里處。2002年人口55,644人。
建於19世紀上半，時稱克利莫夫卡（Кли́мовка），1883年改以現名，1940年4月7日建市。

## 友好城市
- 俄羅斯新切博克薩爾斯克
- 保加利亚伊赫蒂曼